# Cassinetta di Lugagnano
Cassinetta di Lugagnano es una localidad y comune italiana de la provincia de Milán, región de Lombardía, con 1.889 habitantes.

## Evolución demográfica
| Gráfica de evolución demográfica de Cassinetta di Lugagnano entre 1861 y 2001 |
|                                                                               |
| Fuente ISTAT - elaboración gráfica de Wikipedia                               |